# Aus tiefstem Vergessen

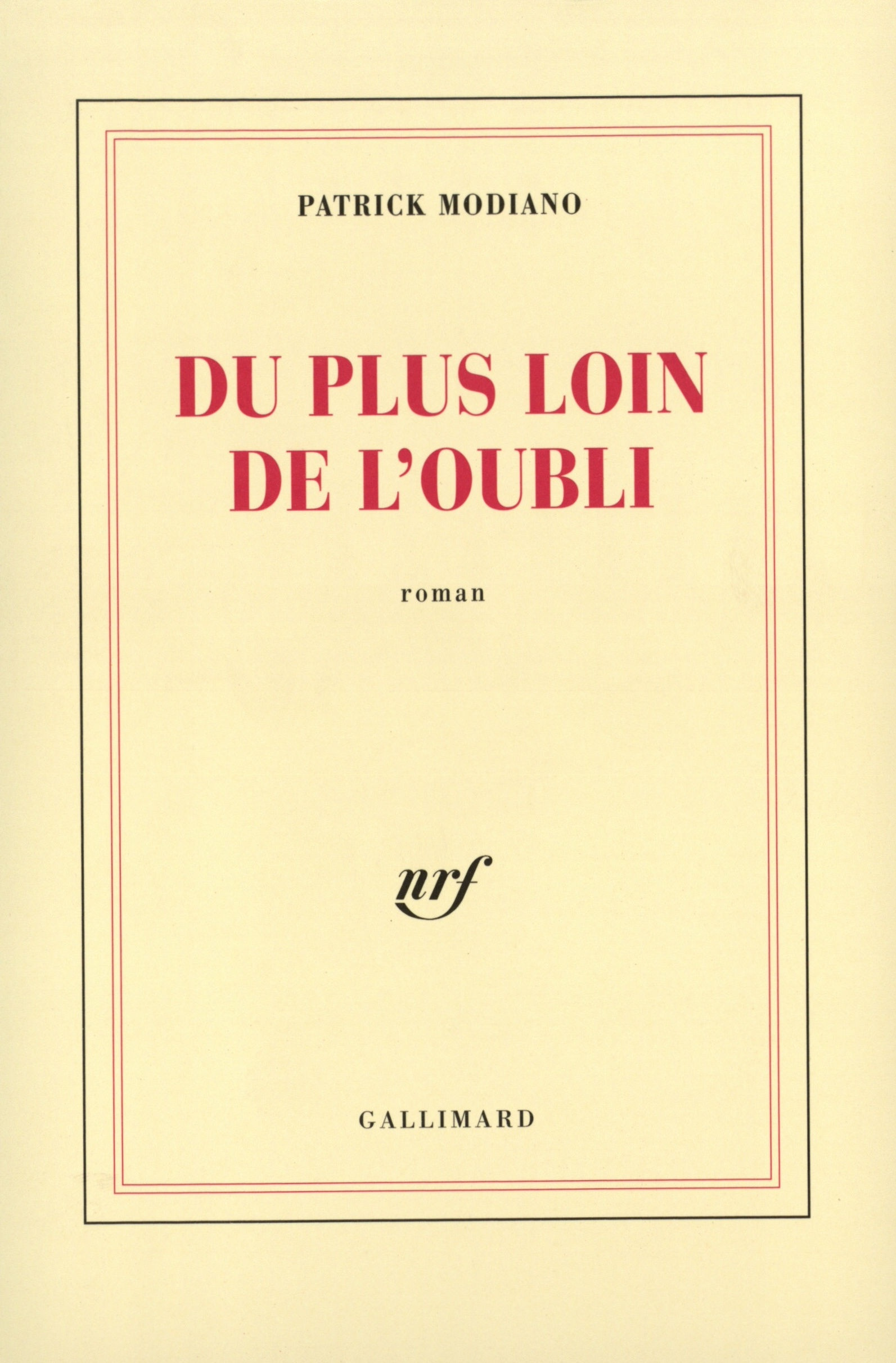
Buchcover im Original

Aus tiefstem Vergessen (Originaltitel: Du plus loin de l'oubli) ist ein Roman des französischen Schriftstellers Patrick Modiano. Er erschien im Jahr 1996 in der Programmreihe Collection Blanche der Éditions Gallimard. Die Übersetzung ins Deutsche stammt von Elisabeth Edl und erschien im Jahr 2000 im Hanser Verlag.

## Inhalt
In einem Winter, Mitte der 1960er Jahre. Im Pariser Quartier Latin macht der Erzähler zufällig die Bekanntschaft eines jungen Paares: Gérard Van Bever und dessen Freundin Jacqueline. Äußerlich, so sagt der Erzähler, „unterschied uns nichts von den Studenten, denen wir auf dem Boulevard Saint-Michel begegneten“. Aber ihr Leben sieht anders aus. Alle drei wohnen in mehr oder weniger heruntergekommenen Hotels; alle drei halten sich notdürftig mit nur wenig einbringenden Beschäftigungen über Wasser: Jacqueline und Van Bever mit kaum ertragreichem Glücksspiel in Provinzkasinos, der Erzähler mit dem Verkauf alter Bücher an Antiquariate.
Bald stößt ein Vierter zu ihnen, ein Mann, den Jacqueline und Van Bever in einem Kasino kennengelernt haben, ein gewisser „Pierre Cartaud“. So jedenfalls nennt er sich, denn seine Identität wird nie ganz geklärt. Er ist älter als die anderen und gehört einer anderen Welt an. Und – er hat ein Auge auf Jacqueline geworfen. Sie lässt sich auf ein Verhältnis mit Cartaud ein, vielleicht von Anfang an aus Berechnung. Denn bald überredet sie den Erzähler – der gar nicht lange überredet werden muss, „ich hätte wer weiß was für sie getan“, hatte er schon vorher gesagt –, einen Koffer Cartauds mit Bargeld darin zu stehlen. Eigentlich hatte Jacqueline immer davon geredet, gemeinsam mit Van Bever nach Mallorca zu ziehen, jetzt scheint es ihr und dem Erzähler sinnvoller, erst einmal für eine Weile in London unterzutauchen.
Ein paar Frühlingswochen verbringen der Erzähler und Jacqueline gemeinsam in London. Erst auf sich allein gestellt, geraten sie nach einer Weile über eine ungefähr gleichaltrige junge Frau, die sie bei sich aufnimmt, in die sporadische Gesellschaft einer schillernden Figur. Der Mann heißt Peter Rachman. Vielleicht ist er nur besonders hilfsbereit, immerhin heißt es, er möge nun einmal „die jungen Leute“, vielleicht nutzt er aber auch nur schamlos ihre Lage aus. Einmal findet der Erzähler nach einem Besuch Rachmans ein Kuvert mit dreihundert Pfund darin, und er muss annehmen, dass Jacqueline mit ihm geschlafen hat. Sein Geld macht jener Rachman mit Immobilien, wobei er auf baufällige, leerstehende Häuser spezialisiert ist. Nur schwer kann der Erzähler ihm Einzelheiten über seine Vergangenheit entlocken: Geboren im damals polnischen Lwow, konnte er am Ende des Krieges aus einem Lager fliehen. – Das Verhältnis zwischen dem Erzähler und Jacqueline löst sich mehr und mehr. Während er sich zunehmend dem Schreiben zuwendet, findet sie Gefallen am Nachtleben. Erst wird es immer späterer Morgen, ehe Jaqueline in der gemeinsamen Unterkunft eintrifft. Irgendwann wartet der Erzähler vergeblich auf sie.
Ein abrupter Sprung in die Jetztzeit der Erzählung: 1994. Der Erzähler meint Jacqueline in der Metro wiederzuerkennen. Als sie aussteigt, folgt er ihr zunächst, mag sie dann aber doch nicht ansprechen. Am nächsten Tag jedoch nimmt er wieder die Metro und steigt an derselben Station aus wie am Vortag; schließlich müsse Jacqueline doch in diesem Viertel wohnen.
Von hier geht die Erinnerung des Erzählers zu einer Begegnung mit Jacqueline, die fünfzehn Jahre zurückliegt. Auf einer Straße in der Nähe des Bois de Boulogne hatte er sie wiedererkannt, war in dem Haus, in das sie gegangen war, in einer Party gelandet und kam dort tatsächlich mit ihr ins Gespräch. Zunächst geht diese Frau auf keine seiner Anspielungen auf die gemeinsame Vergangenheit ein, ihr Mann ist auch anwesend, und sie heißt auch nicht Jacqueline, sie heißt „Thérèse Caisley“. Erst als sie einander unter vier Augen sprechen, gibt sie sich zu erkennen. – Als der Erzähler am nächsten Tag wieder zu dem Haus geht, erfährt er: Die Caisleys sind am Morgen nach Mallorca abgereist.
Noch einmal ist seit dem vermeintlichen Wiedererkennen Jacquelines in der Metro fast ein Jahr vergangen. An einem späten Augustabend fährt der Erzähler mit dem Zug durch Orte der Pariser Banlieue. Der Zug kommt auch durch Athis-Mons – das war der Geburtsort Jacquelines. Noch einmal stellen sich Erinnerungen ein an die Zeit, als ihre Jugendträume zu Ende gingen.

## Hintergrund
Es wird angenommen, dass die Idee zur London-Episode des Romans ihren Ursprung hat in Modianos eigenem kurzen Aufenthalt in London als Jugendlicher. In seiner Autobiographie Ein Stammbaum schreibt er von Aufenthalten in Bournemouth 1959 und 1960, und dass er von dort nach London geflohen sei, als er es bei dem Schuldirektor, wo er untergebracht war, nicht mehr aushielt: „Das war noch [...] das London, in dem Christine Keeler eben erst, mit siebzehn, aus ihrer Vorstadt aufgekreuzt war.“ Wenige Jahre später, 1962/1963, wurde Keeler zur zentralen Figur der mit großem Medieninteresse verfolgten Profumo-Affäre.
Die Verbindung zum Roman Aus tiefstem Vergessen ist nun, dass die fiktive Gastgeberin von Jacqueline und dem Erzähler in London, sie heißt Linda Jacobsen, sehr stark an die reale Christine Keeler angelehnt ist. Unter anderem sind mehrere Dialogsätze Linda Jacobsens direkte wörtliche Zitate aus Interviews, die Christine Keeler gegeben hat, so auch Äußerungen der fiktiven Linda Jacobsen über die sexuellen Vorlieben der Hauptfigur der London-Episode: Peter Rachman. Bei dieser Figur hat Modiano es bei ihrem realen Namen belassen. Peter Rachman war tatsächlich der Immobilienhändler, als den Modiano ihn schildert. Sein Geschäftsgebaren war berüchtigt, und es wurde dafür sogar der Begriff „Rachmanismus“ geprägt. Bis in die Einzelheiten folgt Modiano der Biographie und Erscheinung jenes Rachman: „Seine Glatze, sein Übergewicht, seine Schildpattbrille, seine Adressen im Stadtteil Notting Hill, seine Jaguar-Automobile, seine Zigarren, die Hilfe, die er dem einen und anderen leistete, seine Sexualgewohnheiten, seine polnische Herkunft, seine Deportation, seine Ankunft in London nach dem Krieg: das alles entspricht der Wirklichkeit.“
Auch die Namen zweier anderer Figuren der London-Episode hat Modiano aus dem Umfeld von Christine Keeler entlehnt: Aus dem realen Emil Savundra wurde im Roman der finanziell von Rachman abhängige Filmemacher Michael Savoundra, und aus dem realen Johnny Edgecombe wurde im Roman Rachmans Rivale Edgerose.

## Varia
- Patrick Modiano hat den Roman Peter Handke gewidmet. Handke hatte ein paar Jahre vorher Modianos Roman Une jeunesse (Eine Jugend) ins Deutsche übersetzt und übersetzte später auch La Petite Bijou (Die Kleine Bijou).
- Dem Roman vorangestellt ist ein Vers von Stefan George: „Aus dem Vergessen lockst du...“, bei George vollständig: „Aus dem vergessen lockst du träume“[4] in seinem Gedicht Juli-Schwermut.[5]

## Rezeption
Zwei vollkommen unterschiedliche Reaktionen auf Modianos Schreibweise zeigen beispielhaft zwei Rezensionen, die unmittelbar nach Veröffentlichung der deutschen Übersetzung erschienen: von Hannelore Schlaffer in der Frankfurter Allgemeinen Zeitung und von Michael Althen in der Süddeutschen Zeitung.

„Wenig Text und viel Geheimnis bietet Patrick Modiano seinem Leser in diesem Romänchen, das er Roman nennt. [...] Menschen, Gesten, Räume oder Gefühle wollen dem zur Abstraktion entschlossenen Erzähler nicht gelingen. [...] Um in den Szenen zu agieren, lockern diese Spukgestalten ihre mageren Glieder ein wenig. [...] Aber auch diese raunenden Andeutungen, die die Schnitzeljagd von Szene zu Szene als Bruchstücke einer Konfession ausgeben, machen den Roman noch nicht zur Poesie. Sollte auch das Herz des Autors bewegt sein, das des Lesers bleibt kalt.“

Schlaffer vermutet hinter Modianos Schreibweise das Bestreben des Autors, Teil der Moderne zu sein. Die von ihr empfundene „Preisgabe der Individualität“ der Figuren gehöre ins „Pflichtprogramm des modernen Romanautors“. Für Aus tiefstem Vergessen lautet ihr Resümee jedoch: „Außer Rätseln hat die gebotene Modernität allerdings wenig zu bieten.“
Nahezu entgegengesetzt die Bewertung von Michael Althen:

„Es passiert nicht viel in diesem Buch – das sagt sich so leicht. In Wirklichkeit geht es natürlich um alles: das Vergehen der Zeit, das Verschwinden der Jugend, die Schmerzen der Erinnerung, die Schatten der Liebe. Aber es gibt kaum einen, der davon mit so leichter Hand schreiben kann, so einfach und klar und unaufgeregt. [...] Patrick Modiano [...] kreist mit diesem Buch um dieselben Fragen, die ihn schon immer beschäftigt haben: Wie hängen Topografie und Erinnerung zusammen, was verbindet Stadt und Gedächtnis? Es sind die Bücher eines Mannes, der über einem Stadtplan wie über einem Telefonbuch gleichermaßen ins Träumen geraten kann. Und jeder Straßenname oder Telefoneintrag ist gleichsam eine Einstiegsluke in eine Vergangenheit, die es zu beleben gilt. Als könne man auf diese Weise begreifen, was einem von der eigenen Biografie abhanden gekommen ist.“

## Ausgaben
- Du plus loin de l'oubli. (Erstausgabe.) Éditions Gallimard, Paris 1996, ISBN 978-2-07-074412-1.
- Aus tiefstem Vergessen. Aus dem Französischen von Elisabeth Edl. Hanser Verlag, München 2000, ISBN 978-3-446-19848-7.
- Aus tiefstem Vergessen. Aus dem Französischen von Elisabeth Edl. dtv, München 2014, ISBN 978-3-423-14432-2.